# Bandiganahalli, Arkalgud
Bandiganahalli là một làng thuộc tehsil Arkalgud, huyện Hassan, bang Karnataka, Ấn Độ.